# Kdesdk
kdesdk 是一組軟體開發工具的軟體包，涵蓋了版本控制、漏洞追蹤、國際化等工作的程式。

## 軟體列表
- cervisia：CVS的GUI
- kapptemplate：方便建立应用程序的模板
- kate：高級文本編輯器
- kbugbuster：KDE漏洞追蹤系統的GUI
- kcachegrind：profile數據處理GUI前端。
- kdesvn-build：编译KDE SVN中的源码
- kompare： GUI的Patch制作、浏览程序。
- kstartperf：測量應用程式啟動時間
- KUIViewer：預覽Qt Designer的使用者介面（.ui）檔案
- lokalize：輔助國際化翻譯工具
- poxml
- swappo：PO檔案的原文與翻譯互換
- umbrello：UML绘图工具

## 外部連結
- kdesdk Documentation（页面存档备份，存于）
- kdesdk 組件文檔 （页面存档备份，存于）